# Johannes Immerzeel
Johannes Immerzeel Jr. , né le 2 juillet 1776 à Dordrecht et mort le  9 juin 1841 à Amsterdam, est un écrivain et poète néerlandais, également libraire et éditeur. Il est le troisième fils de Johannes Immerzeel Sr. (1746-1821), marchand et épicier, et d'Elizabeth Steenbus (1739-1804). Il est le père de l'artiste Christiaan Immerzeel.

## Biographie

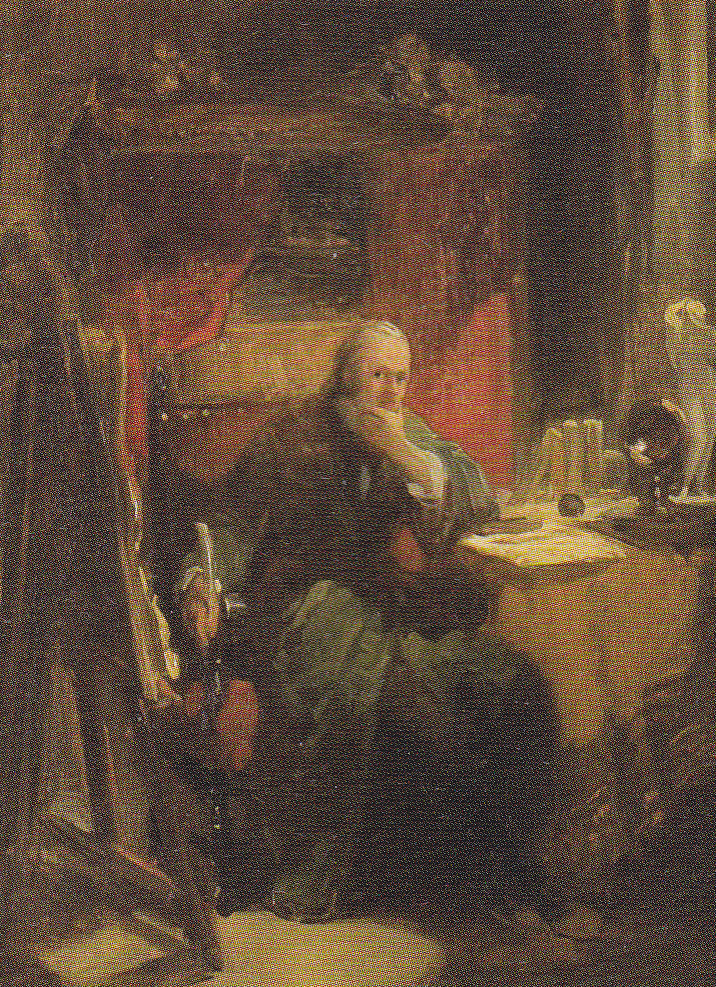
Portrait d'Immerzeel par Nicolaas Pieneman

Johannes Immerzeel Jr. naît le 2 juillet 1776 à Dordrecht.
Dans ses jeunes années, il reçoit des leçons de dessin et de peinture du peintre local Pieter Hofman, mais il ne peut pas poursuivre cette voie - pourtant prometteuse - en raison de problèmes oculaires. Autodidacte, il parle plusieurs langues et se consacre à la musique et à la poésie.
En 1795, il devient secrétaire du Krijgsraad de Dordrecht. En 1800, il s'installe à La Haye avec son épouse Adelaïde Louise Françoise Charlotte Cera (1781-1850). Il y devient fonctionnaire au service de la République batave. Il publie également des poèmes. En 1804, il ouvre une librairie et une maison d'édition, qu'il étend à Rotterdam (1813) et à Amsterdam (1819) avec le médecin J.L. Kesteloot. Il est également actif en tant qu'acheteur et vendeur d'art.Il publie non seulement ses propres travaux, mais aussi ceux de Willem Bilderdijk, Rhijnvis Feith et de Jan Frederik Helmers. En 1832, il part vivre à Amsterdam. Il y fait notamment campagne pour l'érection d'une statue de Rembrandt, qui ne sera inaugurée que 11 ans après la mort d'Immerzeel.
De 1819 jusqu'à sa mort, Immerzeel est rédacteur, collaborateur, concepteur et éditeur du Nederlandsche Muzen-Almanak, le plus important almanach littéraire du XIXe siècle. Il est un ami de Hendrik Tollens, les 234 lettres de Tollens à Immerzeel sont en possession de la Koninklijke Bibliotheek à La Haye. Les 243 lettres de Bilderdijk à son éditeur y sont également conservées.
Huit jours après sa mort, la réunion annuelle de la Maatschappij der Nederlandsche Letterkunde a lieu. Le président, M. Siegenbeek, rend  hommage à Immerzeel en quelques mots, mais doit admettre qu'il n'a pas pu recueillir "(...) les rapports nécessaires à une élaboration plus large des mérites de l'homme (...)". 

## L'œuvre de toute une vie
En 1835, il commence à travailler sur son magnum opus, un ouvrage de référence sur la vie et l'œuvre des peintres, sculpteurs, graveurs et maîtres d'œuvre néerlandais et flamands de 1500 à 1850. Il intègré des biographies existantes, mais utilise également des manuscrits et des documents inédits. Parmi les œuvres, il indique le lieu où elles sont conservées, et souvent le prix, sur la base de données provenant de ventes aux enchères et d'inventaires. À sa mort en 1841, l'œuvre est achevée par deux fils, Charles Henri (1803-1878) et Christiaan (1808-1886), peintre. Les trois volumes sont publiés en 1842 et 1843.
L'œuvre est adaptée et complétée par Christiaan Kramm entre 1857 et 1864.

## Enfants
Au total, Johannes Immerzeel a neuf enfants.
- Son fils aîné Jean Louis Antoine (1801-1874) apparaît d'abord comme le successeur de son père. Il s'établit comme libraire indépendant en 1825, mais seulement un an plus tard son entreprise  ferme.
- Sa fille Sophie Charlotte (1806-1899) est mariée au peintre Simon van den Berg (1812-1891).
- Christiaan (1808-1886) est peintre; il épouse une fille de Frederik Carel List, ancien ministre de la Guerre.
- Anna Maria (1817-1883) est peintre.
- Cornelia Petronella (1819-1853) est mariée à Anthonie Jan Cramer, libraire et art. Il est le frère du peintre Hendrik Willem Cramer (1809-1874).

## Futilité
Son frère aîné Pieter (1773-1840) est connu localement comme un poète néerlandais occasionnel.

## Publications

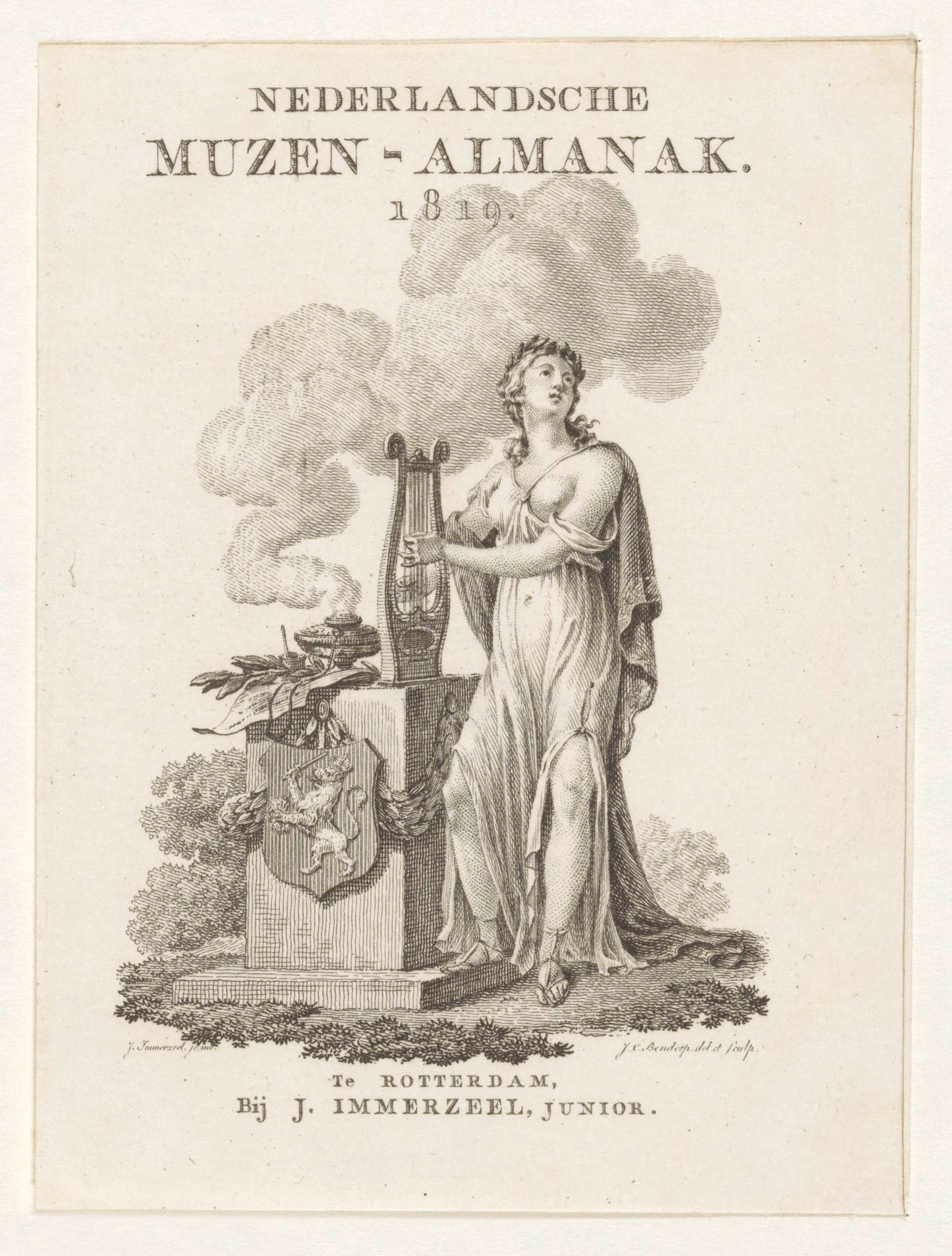
Nederlandsche Muzen-Almanak 1819

- De Goedertierenheid van Titus, toneelstuk, Den Haag 1801
- Godsdienst, steun der Burgermaatschappij, in de werken der Bataafsche Maatschappij, 1802 (bekroond)
- Bonaparte en de algemeene vrede, twee dichtstukken (met B. Nieuwenhuysen), Den Haag 1802
- De Onsterfelijkheid der ziel, dithyrambe, naar het Frans van J. Delille, en Togt over den St. Gothard, naar het Engels van de Hertogin van Devonshire, Den Haag 1803
- Het Mededogen, naar het Frans van J. Delille, Den Haag 1804
- Socrates in den tempel van Aglaura, naar het Frans van Renouard, Den Haag 1804
- Hollands watersnood van den jare 1809, dichtstuk, Den Haag 1809
- Jan Luiken, 1810
- De Blindeman, Den Haag 1810 (of 1812), 2de druk 1816
- Koenraad Rozendal of de gewaande geestverschijning, Rotterdam 1813
- Balthazar Knoopius, een roman, Rotterdam 1813, 2e dr. Amsterdam 1842
- Voor opgeruimden van geest, Den Haag 1813
- Hugo van 't Woud, in vier zangen, Den Haag 1813, 2e dr. Amsterdam 1833, 3e dr. Amsterdam 1850
- Lierzang op de overwinning door het leger der bondgenooten te Blamont op Napoleon Bonaparte behaald op den 18den van zomermaand 1815, Den Haag 1815
- De moederliefde, in vier zangen, Den Haag 1819
- Zevental leerredenen van J.A. Massillon, naar het Frans, Rotterdam 1823
- Gedichten, Den Haag 1824
- Het Scheveningse Strand, 1826
- Vaderlandsliefde, 1829
- Hollands Leeuw ontwaakt. Tafereelen en herinneringen uit de dagen van den Belgischen opstand in 1830, Den Haag 1830
- De Lof der Belgische vrijheid, aan haar toegezongen, Amsterdam 1831
- Geschiedenis der belegering en kapitulatie van het kasteel van Antwerpen, 1832, Amsterdam 1832
- Gedachten van Matthias Claudius, verzameld uit zijne werken, Amsterdam 1836
- Gedichten, bijzonder voor de declamatie, verzameld uit hedendaagsche dichters en ten deele vervaardigd door J. Immerzeel Jr., Amsterdam 1838
- Stalen van geestigen schrijfstijl van Paul-Louis Courier, Amsterdam 1839
- Lofrede op Rubens, Amsterdam 1840
- Lofrede op Rembrandt, Amsterdam 1841
- De Levens en werken der Hollandsche en Vlaamsche kunstschilders, beeldhouwers, graveurs en bouwmeesters van het begin der 15de tot op de helft der 19de eeuw, uitgegeven door zijne beide zonen, Amsterdam 1842-'43, 3 dln. In verbeterde en aangevulde vorm opnieuw samengesteld door Christiaan Kramm onder de titel De levens en werken der Hollandsche en Vlaamsche kunstschilders, beeldhouwers, graveurs en bouwmeesters van den vroegsten tot op onze tijd.